# Nera White
Nera D. White (Lafayette, 15 novembre 1935 – Gallatin, 13 aprile 2016) è stata una cestista statunitense, membro del Naismith Memorial Basketball Hall of Fame dal 1992.

## Carriera
Con gli Stati Uniti disputò i Campionati mondiali del 1957.